# 帕哈拉 (夏威夷州)
帕哈拉（英語：Pahala）是位於美國夏威夷州夏威夷縣的一個人口普查指定地區。

## 地理
帕哈拉的座標為19°12′09″N 155°28′38″W / 19.20250°N 155.47722°W，而該地最高點為海拔高度280米（即920英尺）。

## 人口
根據2010年美國人口普查的數據，帕哈拉的面積為2.20平方千米，均為陸地。當地共有人口1356人，而人口密度為每平方千米616人。